# شهرستان زولوتوخینسکی
شهرستان زولوتوخینسکی (به لاتین: Zolotukhinsky District) یک شهرستان در روسیه است که در استان کورسک واقع شده‌است.